# 카를 하인리히 에밀 베커
카를 하인리히 에밀 베커(Karl Heinrich Emil Becker: 1879년 9월 14일-1940년 4월 8일)는 독일의 무기공학자, 군인이다. 포병대장(3성장군) 계급까지 올랐다.
베커는 무기개발의 발전을 위해 과학과 군사가 밀접한 관련을 맺는 것을 지지했고 또 실제로 그렇게 실시했다. 육군무기청 청장, 카이저 빌헬름 학회 회원, 국가연구평의회 초대 의장, 베를린 대학교 및 베를린 공과대학교 교수를 역임했다. 또한 군 장성으로서 프로이센 과학 아카데미 회원이 된 최초의 인물이다.
베커는 로켓을 탄도유도탄으로 만드는 것을 일찍이부터 지원했으며, "우라늄 클럽"이라는 독일의 핵에너지 계획의 시행에도 도움을 주었다. 탄약 생산의 저조함을 이유로 히틀러의 미움을 샀고, 베저위붕 작전 개시 하루 전인 1940년 4월 8일 게슈타포들이 보는 앞에서 자살을 강요당했다. 베커의 자살은 은폐되었고 1940년 4월 12일 국장으로 장례가 치루어졌다.